# Nicolas N'Koulou
Nicolas Alexis Julio N'Koulou N'Doubenai (født 27. marts 1990 i Yaoundé, Cameroun) er en camerounsk fodboldspiller, der spiller som forsvarsspiller for den græske klub Aris. Han har også tidligere repræsenteret Monaco og Marseille.

## Landshold
N'Koulou har (pr. november 2022) spillet 76 kampe og scoret to mål for Camerouns landshold, som han debuterede for i år 2008. Han har repræsenteret sit land ved både VM i 2010, samt Africa Cup of Nations samme år.